# Gottesgarten

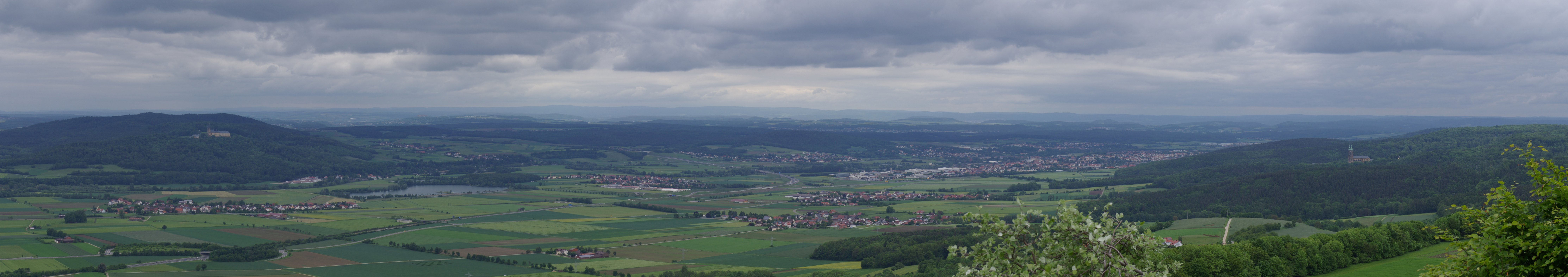
Blick vom Staffelberg auf den sogenannten Gottesgarten zwischen Kloster Banz (links) und Basilika Vierzehnheiligen (rechts), 2010

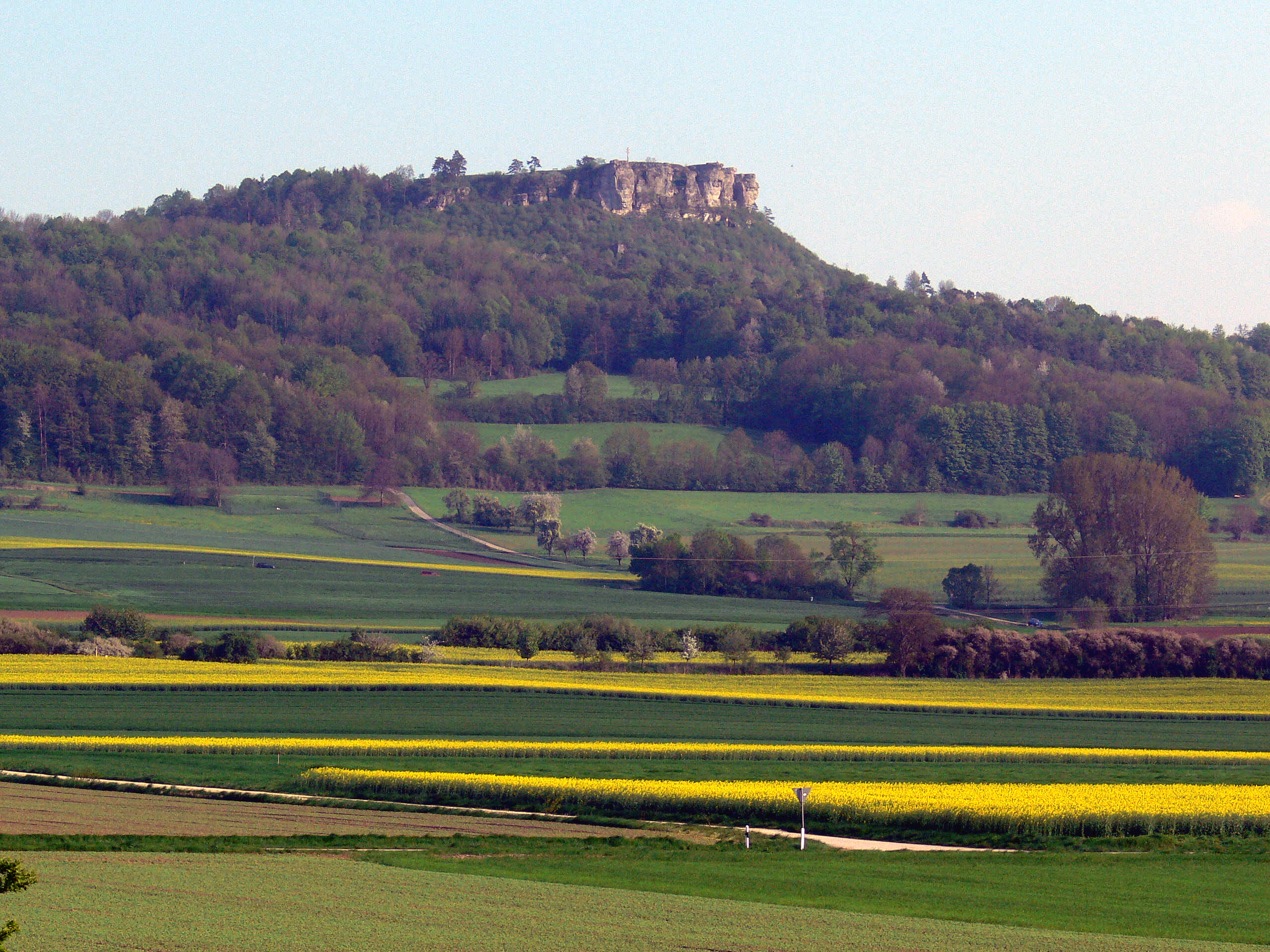
Die Dolomitfelsen des Staffelbergs, 2006

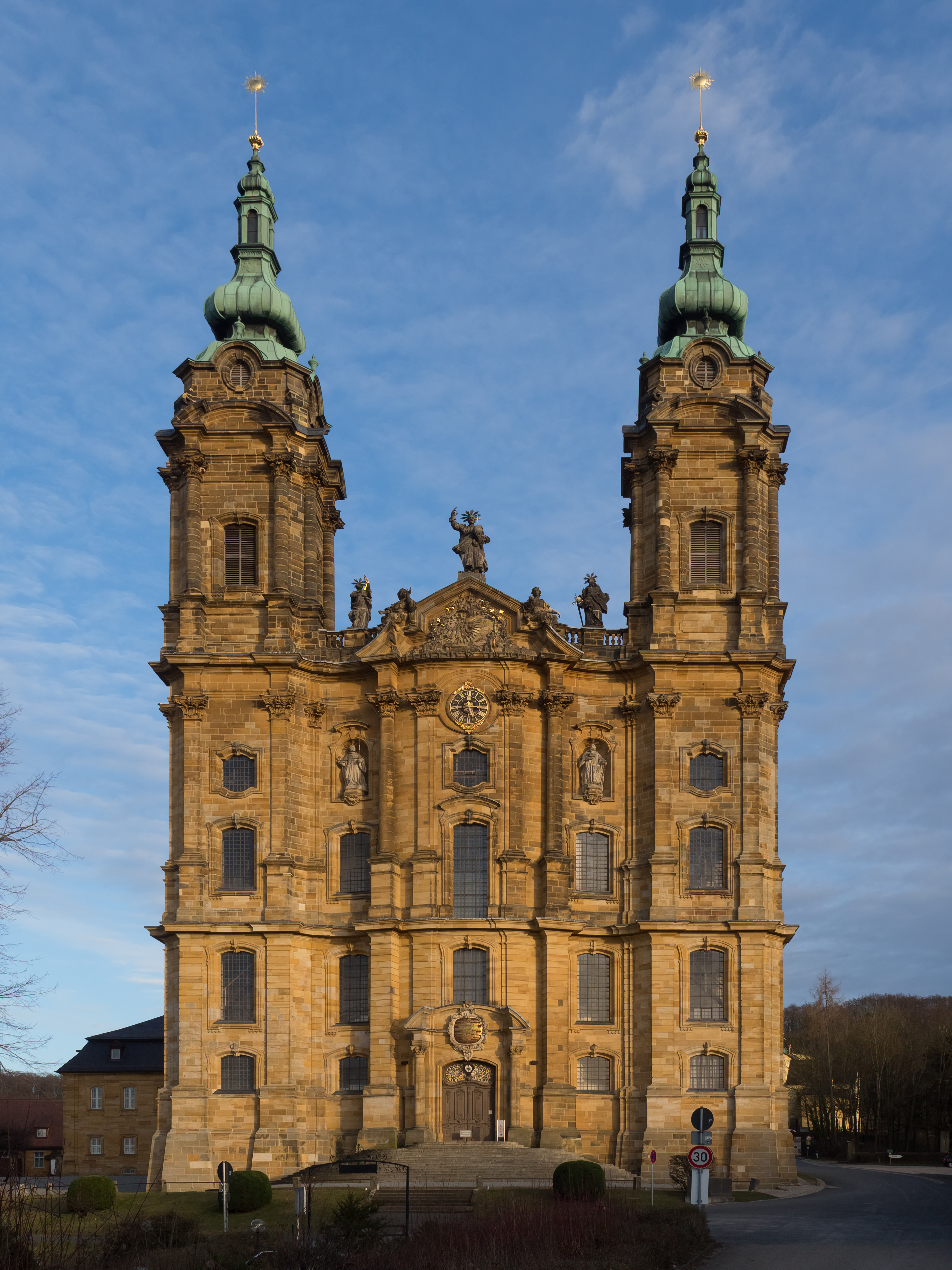
Die Basilika Vierzehnheiligen im Gottesgarten, 2017

Als Gottesgarten wird eine Region im Obermainland bezeichnet. Sie erstreckt sich von der Gemeinde Ebensfeld das Maintal entlang über Bad Staffelstein bis zur Kreisstadt Lichtenfels. 
Prägend sind die Landmarken Staffelberg, Ansberg, das Kloster Banz und die Basilika Vierzehnheiligen.

## Ursprung
Die Bezeichnung Gottesgarten geht wahrscheinlich auf das von Joseph Victor von Scheffel im Sommer 1859 verfasste Frankenlied zurück. In der dritten Strophe heißt es: 
Wallfahrer ziehen durch das Tal
Mit fliegenden Standarten
Hell grüßt ihr doppelter Choral
Den weiten Gottesgarten
Der Titel wurde der Region vermutlich aufgrund der landschaftlichen Schönheit und durch die Wallfahrtskirche Vierzehnheiligen, Kloster Banz und den Staffelberg verliehen.

## Siedlungsgeschichte
Die Geschichte des Siedlungsraumes reicht von den Kelten, die sich in vorchristlicher Zeit in ihrem Oppidum auf dem Staffelberg niederließen, über die Franken im Frühmittelalter bis zu den Orden der Benediktiner und Zisterzienser. Während sich die Benediktiner auf dem Banzberg niederließen und dort das Kloster Banz gründeten, fanden die Zisterzienser ihren geistlichen Mittelpunkt im Kloster Langheim, zu dem die Basilika Vierzehnheiligen gehörte. Heute befindet sich in Vierzehnheiligen ein Franziskanerkloster. Die beiden Kirchenbauten zählen zu den Meisterwerken des fränkischen Barocks.